# Liste der Monuments historiques in Hergugney
Die Liste der Monuments historiques in Hergugney führt die Monuments historiques in der französischen Gemeinde Hergugney auf.

## Liste der Objekte
| Bezeichnung                   | Beschreibung                                                                                                | Standort                                 | Kennzeichnung | Schutzstatus | Datum | Bild |
| ----------------------------- | --- | ---------------------------------------- | ------------- | ------------ | ----- | ---- |
| Josephsaltar                  | rechter Seitenaltar; Altartisch und Retabel; Holz, farbig gefasst und vergoldet, Mitte des 18. Jahrhunderts | Tantimont, in der Kirche St-Basle (Lage) | PM88000460    | Classé       | 1966  |      |
| Schnitzretabel Christi Geburt | am Hauptaltar; Holz, farbig gefasst und vergoldet, Anfang des 18. Jahrhunderts                              | Tantimont, in der Kirche St-Basle (Lage) | PM88000459    | Classé       | 1966  |      |
| Marienaltar                   | linker Seitenaltar; Altartisch und Retabel; Holz, farbig gefasst und vergoldet, Mitte des 18. Jahrhunderts  | Tantimont, in der Kirche St-Basle (Lage) | PM88000461    | Classé       | 1966  |      |